# Toba batak
Toba batak eller Batak Toba är det största av batak-språken som talas på Sumatra i Indonesien. Toba batak talas av omkring 2 miljoner människor, främst på norra Sumatra och på ön Samosir i Tobasjön. Det är ett malajo-polynesiskt språk i den austronesiska språkfamiljen.
Batakspråken har ett eget skriftsystem, batakskrift, men det används företrädesvis i ceremoniella och religiösa sammanhang. I övrigt används det latinska alfabetet.
Bilden nedan visar toba batak-alfabetet med batakskrift. Den övre raden visar grundtecknen (konsonanterna) och den nedre raden de diakritiska tecken som anger vokalljud.